# Цивільні партнерства в Сполученому Королівстві
Цивільні партнерства в Сполученому Королівстві (англ. Civil partnership in the United Kingdom) — форма цивільного союзу між як і одностатевими, так і різностатевими парами. Цивільні партнерства були запроваджені лейбористським урядом через Закон про цивільне партнерство 2004 року. Спочатку закон дозволяв лише одностатевим парам реєструвати цивільні партнерства, але в 2019 році закон було змінено, що дозволило різностатевим парам реєструвати цивільні партнерства. Передумовою цього рішення була постанова Верховного суду Сполученого Королівства, який вказав на те, що обмеження цивільного партнерства лише одностатевими парами несумісне з правами, гарантованими Європейською конвенцією з прав людини, що передбачено Додатком 1 до Закону про права людини 1998 року.

## Історія
Цивільні партнерства були запроваджені для одностатевих пар відповідно до Закону про цивільне партнерство 2004 року. До цього неофіційний Лондонський реєстр партнерів був створений у 2001 році тодішнім мером Лондона Кеном Лівінгстоном, але без жодного юридичного визнання.
У лютому 2018 року уряди Сполученого Королівства та Шотландії почали перегляд цивільних партнерств, щоб потенційно розширити їх для включення різностатевих пар. У червні 2018 року Верховний суд Сполученого Королівства постановив, що обмеження цивільного партнерства одностатевими парами несумісне з правами, гарантованими Європейською конвенцією з прав людини, як це передбачено Додатком 1 до Закону про права людини 1998 року. Уряд Сполученого Королівства був змушений змінити закон, щоб дозволити різностатевим парам в Англії й Уельсі вступати в цивільне партнерство. Цій зміні безуспішно протистояли Англіканська церква та багато християнських конфесій.
З 2 грудня 2019 року різностатеві пари можуть вступати в цивільне партнерство в Англії й Уельсі. Подібні реформи запроваджуються в Північній Ірландії з 13 січня 2020 року. У Шотландії 23 червня 2020 року Парламент Шотландії прийняв законодавство, яке дозволяє цивільне партнерство між різностатевими парами. Ці зміни розширюють юридичне визнання стосунків, надане відповідно до Закону про цивільне партнерство 2004 року, дозволяючи парам незалежно від статі отримати по суті ті самі права та обов’язки, що й цивільний шлюб.
Цивільні партнери мають право на ті самі майнові права, що й подружні пари, таке ж звільнення від податку на спадщину, соціального забезпечення та пенсійних виплат, як і подружні пари, а також можливість отримати батьківську відповідальність за дітей партнера, а також відповідальність за розумне утримання свого партнера та їхніх дітей, права оренди, повне визнання страхування життя, права найближчих родичів у лікарнях та інші.
Коли Закон про шлюб (одностатеві пари) 2013 року легалізував одностатеві шлюби в Англії й Уельсі в березні 2014 року, цивільне партнерство залишалося доступним для одностатевих пар і надавало цим парам у цивільному партнерстві можливість перетворити своє цивільне партнерство на шлюб. Еквівалентний Закон про шлюб і цивільне партнерство (Шотландія) 2014 року не надає такої можливості парам у Шотландії, але містить положення щодо її подальшого запровадження та дозволяє тим, хто вже перебуває у цивільному партнерстві, одружуватися без попереднього розірвання спільного цивільного партнерства; неможливо мати обидва. Коли одностатеві шлюби стали легальними в Північній Ірландії 13 січня 2020 року, пари, які одружилися в іншому місці, були юридично визнані одруженими в Північній Ірландії. З 7 грудня 2020 року парам у Північній Ірландії дозволено перетворювати цивільне партнерство на шлюб.

## Закон і процедура
Цивільне партнерство — це відносини між двома людьми, які утворюються, коли вони реєструються як цивільні партнери один одного, і закінчуються лише після смерті, розірвання або анулювання. Частина 2 Закону стосується Англії й Уельсу, частина 3 — Шотландії, а частина 4 — Північної Ірландії.

### Реєстрація
Цивільне партнерство реєструється, коли обидві особи підписують документ про цивільне партнерство в присутності реєстратора та двох свідків.
Згідно зі стандартною процедурою, перед реєстрацією кожна сторона зазвичай повинна повідомити відповідний орган. Кожна сторона повинна проживати в британській юрисдикції, в якій вона має намір зареєструватися (Англія й Уельс або Північна Ірландія) протягом принаймні семи днів безпосередньо перед подачею повідомлення, і в більшості випадків має бути п’ятнадцятиденний період очікування після повідомлення.
Цивільне партнерство в Уельсі (валл. Partneriaeth Sifil) може проводитися англійською мовою або – за умови, що обидві реєструючі сторони, реєстратор і свідки можуть розуміти та писати валлійською мовою – валлійською. Документи про цивільне партнерство, видані в Уельсі (незалежно від мови реєстрації), відповідають стандартизованому двомовному формату англійською та валлійською.
У Шотландії немає мінімальних вимог щодо проживання для укладення дійсного партнерства.
Спеціальні процедури реєстрації застосовуються до певних особливих обставин, наприклад, щодо прикутих, затриманих, тяжкохворих і тих, хто перебуває під загрозою смерті.

#### Прийнятність
Кожна сторона цивільного партнерства повинна бути не молодше 16 років. Особам молодше 18 років зазвичай потрібна згода батьків, за винятком Шотландії, де така згода не потрібна. Крім того, сторони запропонованого партнерства не повинні перебувати в межах заборонених ступенів відносин, зазначених у частині 1 Додатку 1, пунктах 1 і 2 Закону (параграф 3 не набув чинності після рішення Європейського суду прав людини проти аналогічних положень щодо шлюбу). Будь-яка сторона, яка вже перебуває у шлюбі чи цивільному партнерстві, не має права зареєструватися.
Якщо це дозволено, цивільні партнерства можуть бути зареєстровані в британських посольствах або генеральних консульствах. Станом на жовтень 2009 року Посольство Сполученого Королівства у Франції перерахувало 28 таких місць як уповноважені утримувати цивільні партнерства. Для такої реєстрації принаймні один партнер має бути громадянином Сполученого Королівства. Іноземні пари, які бажають зареєструвати своє партнерство у Сполученому Королівстві, повинні проживати в країні протягом семи днів до подачі заявки на партнерство та чекати ще п’ятнадцять днів, перш ніж цивільне партнерство може бути зареєстровано.

#### Пізніший розвиток подій

##### Місця проведення
Цивільним партнерствам забороняється використовувати будь-які релігійні символи. Спочатку було заборонено проводити церемонії в релігійних місцях. 17 лютого 2011 року уряд Сполученого Королівства оголосив, що в результаті ухвалення Закону про рівність 2010 року він запровадить необхідні заходи для зняття останнього обмеження в Англії й Уельсі, хоча релігійні заклади не будуть змушені пропонувати цивільні партнерства. Це було впроваджено Положенням про шлюби та цивільне партнерство (затверджені приміщення) (з поправкою) 2011 року.

#### Зміна статі
Закон про визнання статі 2004 року дозволяє трансгендерним людям отримати юридичне визнання своєї «набутої статі», дозволяючи особам отримати зміну статі у свідоцтві про народження. Згідно зі спеціальними положеннями Закону про цивільне партнерство 2004 року, у таких ситуаціях пара може розірвати свій шлюб і вступити в цивільне партнерство в той же день, а також відповідно до положення Закону про цивільне партнерство, шлюби та смерті (реєстрація тощо) 2019 року одностатевий шлюб можна перетворити на цивільне партнерство протилежної статі. Крім того, вони можуть залишитися у шлюбі чи цивільному партнерстві, якщо їхній чоловік або дружина підпишуть офіційну заяву про те, що вони погоджуються на зміну статі, яка перетворює шлюб протилежної статі на одностатевий або навпаки.

#### Закордонні стосунки
Якщо одностатева пара зареєструвала закордонні стосунки, як зазначено в Додатку 20 Закону про цивільне партнерство, або відповідає певним загальним умовам, вони вважаються такими, що створили цивільне партнерство. Вимоги можна знайти в розділі 212 і розділах 215-218 Закону.
Щоб закордонні відносини відповідали загальним умовам, відповідно до законодавства країни або території, на якій вони були встановлені, вони повинні:
- мати виключний характер (тобто закон не повинен дозволяти особі перебувати в цивільних або подружніх відносинах з більш ніж однією особою);
- бути невизначеним за тривалістю (це виключало б угоду, за якою сторони погодилися жити разом протягом визначеного періоду часу); і
- призводять до того, що сторони розглядаються як пара (таким чином, виключаючи місцеві реєстри, які не мають юридичних наслідків згідно з державним/провінційним чи національним законодавством).

### Юридична сила

#### Майнові та фінансові домовленості
Позиція цивільних партнерів щодо фінансових домовленостей відображає позицію подружжя. Наприклад, розділ 11 Закону про власність заміжніх жінок 1882 року стосується цивільних партнерств; таким чином, гроші, що виплачуються пережилому партнеру за полісом страхування життя, більше не є частиною майна померлого партнера.
Закони, що регулюють заповіти, управління маєтками та сімейні положення, також застосовуються до цивільних партнерів як до подружжя; таким чином, положення, що регулюють фінансову допомогу згідно з частиною 2 Закону про шлюбні спори 1973 року (MCA) і Закону про внутрішньодержавне провадження та магістратський суд 1978 року, також застосовуються до цивільних партнерств. Звільнення від сплати податків для подружжя відповідно до розділу 18 Закону про податок на спадщину 1984 року доступне для цивільних партнерів відповідно до Закону про цивільне партнерство 2004 року. У Шотландії багатовікова система мінімальних законних прав на майно померлого для овдовілого подружжя була прямо поширена на цивільних партнерів розділом 131 Закону.
У будь-якому спорі між цивільними партнерами щодо права власності або володіння майном будь-який з партнерів може звернутися до суду, який потім може винести будь-яке розпорядження щодо майна, включаючи розпорядження про продаж такого майна. Внески будь-якого партнера в покращення майна визнаються, якщо внески є значними та фактично виражені в грошах або грошовій вартості.

#### Діти
Були внесені інші поправки щодо зрівняння становища цивільних партнерів із подружжям. Цивільні партнери можуть отримати батьківські обов’язки як вітчими відповідно до розділу 75 Закону. Вони також можуть подати заяву на дозвіл на проживання або контактні ордери. Крім того, право подавати заяву на фінансове забезпечення дітей згідно зі статтею 1 закону 1989 року було розширено на цивільних партнерів. Положення про усиновлення були змінені, щоб ставитися до цивільних партнерів так само як до подружніх пар у Сполученому Королівстві.

#### Інші положення
Закон також вніс зміни до інших сфер щодо вирівнювання становища цивільних партнерів. До таких сфер належали питання, пов’язані з житлом, орендою та Законом про нещасні випадки зі смертельними наслідками 1976 року. Відповідні частини Закону про сімейне право 1996 року також були змінені.

#### Зміна імені
Жодна зі сторін не зобов’язана змінювати своє прізвище при вступі в цивільне партнерство. Однак багато пар бажають дотримуватися шлюбних традицій і прагнуть змінити своє прізвище на прізвище будь-кого з партнерів або об’єднати свої імена, щоб отримати подвійне прізвище. Цю зміну можна внести після реєстрації цивільного партнерства, і органи влади приймуть свідоцтво про цивільне партнерство як доказ зміни імені, наприклад, під час подання заяви на отримання паспорта чи водійських прав. У Шотландії імена не обов’язково змінювати, щоб вони вважалися дійсними (за шотландським законодавством не існує опитування щодо прав), хоча деякі англійські компанії можуть вимагати підтвердження від офіційної особи, наприклад мирового судді. Цивільні партнери перів чи лицарів не отримують титулу ґречності, на який мала б право дружина перів чи лицарів.

### Припинення партнерства
Розділ 37(1) Закону передбачає видачу наказів про розірвання, визнання недійсним, відокремлення та презумпцію смерті. Ці положення загалом відображають положення, що регулюють шлюб.

#### Розлучення
Жодні заяви про розірвання не можуть бути подані протягом одного року після реєстрації цивільного партнерства, за винятком Шотландії. Подібно до шлюбу, безповоротний розрив є єдиною підставою, на якій суд може ухвалити рішення про розірвання. Крім того, розділ 44 передбачає, що суд не може винести таке розпорядження, якщо заявник не переконається в певних фактах, які є такими ж, як і для розлучення відповідно до Закону про шлюбні спори 1973 року (MCA), за винятком того, що подружня зрада не може бути підставою для цивільного розірвання партнерства: поведінка респондента, 2 роки розлучення та згода, 2 роки відходу або 5 років розлуки. Якщо заявник задовольняє суд у цьому відношенні, суд повинен винести наказ про розірвання, якщо він не переконаний доказами того, що партнерство справді безповоротно розпалося. Захист розділу 5 MCA також доступний. Хоча подружня зрада сама по собі не може бути причиною розірвання цивільного партнерства, її можна навести як приклад нерозумної поведінки.
Як і у випадку розірвання шлюбу, суд матиме повноваження надати фінансову допомогу після розірвання цивільного партнерства. Суд може винести розпорядження про сплату аліментів і одноразову виплату, розпорядження про продаж, розпорядження про розподіл пенсій або розпорядження про коригування майна.

#### Недійсність, відокремлення та презумпція наказів про смерть
Рішення про визнання недійсним анулює цивільне партнерство, яке є недійсним або таким, що є недійсним. Стаття 49 Закону передбачає, що цивільне товариство є недійсним через неможливість його зареєструвати, якщо сторони: нехтують певними вимогами щодо створення товариства, якщо будь-яка сторона є неповнолітньою, якщо будь-яка особа, згода якої потрібна (наприклад, один з батьків) заборонив створення товариства, а суд не дав на це згоди. Якщо цивільне партнерство є недійсним, заяви про визнання недійсними підлягають обмеженню часу, відомості про недоліки та апробації.
Наказ про презумпцію смерті розриває партнерство на тій підставі, що один із партнерів вважається мертвим, тоді як наказ про розлучення передбачає розділення сторін. Ці розпорядження регулюються розділами 55 і 56 Закону, і вони значною мірою відображають положення подружніх пар.

## Відмінності від шлюбу
Договори шлюбу та цивільного партнерства дуже схожі, хоча є деякі технічні відмінності: венеричні захворювання є підставою для розірвання шлюбу, але не цивільного партнерства; подружня зрада є підставою для розлучення, але не для розірвання цивільного партнерства; і титули не можуть успадковуватися або передаватися партнерам цивільного товариства. Там, де закони щодо дружини та чоловіка відрізняються, обидва партнери зазвичай розглядаються як різностатеві пари. В іншому правила щодо пенсій, допомоги у зв’язку з втратою годувальника, анулювання та розірвання дуже схожі.

## Перші одностатеві цивільні партнерства
Перше цивільне партнерство, сформоване відповідно до Закону про цивільне партнерство 2004 року, було зареєстроване об 11:00 GMT 5 грудня 2005 року між Метью Рошем і Крістофером Крампом у хоспісі Святого Барнабаса, Вортінг, Західний Суссекс. Законодавчий 15-денний період очікування було скасовано, оскільки Рош страждав від невиліковної хвороби: наступного дня він помер. Перше партнерство, зареєстроване після звичайного періоду очікування, відбулося в Белфасті 19 грудня 2005 року.
Перші партнерства, створені у Сполученому Королівстві після періоду очікування, мали відбутися 21 грудня, але через неправильне тлумачення правил перше у Шотландії відбулося 20 грудня. Перші цивільні партнерства в Англії й Уельсі були реєстровані 21 грудня 2005 року, причому найбільшу кількість реєстрацій проводили Вестмінстері, Гемпширі, Королівському окрузі Кенсінґтон і Челсі, Гаммерсміті та Фулемі та Брайтоні і Гоуві.

## Відповіді церков
Цивільне партнерство було запроваджено, щоб надати одностатевим парам майже однакові переваги шлюбу без використання цього слова, і було розроблено, щоб уникнути опору з боку християнських церков, особливо Церкви Англії та Католицької Церкви, які вважали цю ініціативу підривом звичайних шлюбів.
17 лютого 2011 року уряд Сполученого Королівства оголосив про свій намір усунути юридичну перешкоду для реєстрації цивільних партнерств у релігійних приміщеннях шляхом імплементації розділу 202 Закону про рівність 2010 року та провів консультації щодо цієї пропозиції з 31 березня по 23 червня 2011 року, а також опублікував короткий виклад своїх висновків 4 листопада 2011 р. Положення про шлюби та цивільне партнерство (затверджені приміщення) (з поправкою) 2011 року набрали чинності в грудні 2011 року. Це добровільне положення дозволило релігійним організаціям, які бажають це зробити, проводити реєстрацію цивільного партнерства у своїх релігійних приміщеннях. Релігійні групи, які подали заявку на дозвіл їхніх приміщень для реєстрації цивільних партнерств, включають Товариство друзів (квакерів), спіритуалістів, унітаріїв та Об’єднану реформатську церкву. Перше цивільне партнерство, яке було зареєстровано в місці поклоніння у Сполученому Королівстві, було 6 травня 2012 року в унітарній церкві Аллет Роуд, Ліверпуль.

### Церква Англії
Як офіційна церква, Церква Англії обговорила та встановила вказівки для священнослужителів, які вступають у цивільні партнерства. Згідно з настановами, «Палата єпископів не вважає вступ у цивільне партнерство внутрішньо несумісним зі священним саном, за умови, що відповідна особа готова запевнити свого єпископа, що відносини відповідають стандартам духовенства... Будинок Єпископів вважає, що було б соціальною несправедливістю виключити зі служіння тих, хто вірний вченню Церкви і вирішив зареєструвати цивільне партнерство».
У 2010 році Генеральний Синод розширив пенсійні та трудові права для священнослужителів, які вступили в одностатеве цивільне партнерство. У 2013 році церква постановила, що священики в цивільному партнерстві можуть стати єпископами. Говорячи про свою підтримку партнерства, церква повідомила, що «Англіканська церква визнає, що одностатеві стосунки часто втілюють вірність і взаємність. Цивільні партнерства дозволяють цим християнським чеснотам визнаватися соціально та юридично в належних рамках». Англіканська церква також була серед інституцій, які підтримують збереження цивільного партнерства як законного варіанту. У 2018 році Церква заявила: «Ми віримо, що цивільні партнерства все ще мають місце, включно з деякими християнськими ЛГБТІ [лесбійками, геями, бісексуальними, трансгендерними та інтерсексуальними] парами, які розглядають їх як спосіб отримати юридичне визнання своїх стосунків».
Церква не санкціонувала офіційне благословення для цивільних партнерств і не юридично здійснює цивільні партнерства. Однак канцлер Лондонської єпархії пояснив: «Немає заборони на молитви» в церкві або на «службу».
Рада архієпископів англіканської церкви підтвердила, що:
- Священнослужителі можуть вступати в цивільне партнерство, оскільки це не суперечить доктрині церкви про шлюб;
- Священнослужителі можуть підносити «молитви підтримки» від імені одностатевих пар після цивільного партнерства або цивільного шлюбу.[47]

## Статистика
18 059 пар уклали цивільне партнерство з грудня 2005 року до кінця грудня 2006 року, ще 8 728 – у 2007 році, 7 169 у 2008 році, 6 281 у 2009 році, 6 385 у 2010 році і 6795 у 2011 році (зростання на 6,4%).
У 2011 році 64,6% випадків розлучень/розривів шлюбу через партнерство відбувалося між жінками, що, порівняно з 50,7% цивільних партнерств для чоловіків у тому ж році та 51,2% для жінок у 2010 році, свідчить про партнерство жінок зазнавали значно більше невдач загалом, ніж між чоловіками, враховуючи заяву ONS, що більше чоловіків вступали в партнерства до 2007 року, і з того часу цифри вирівнялися. Наприкінці 2011 року також було зафіксовано 53 417 цивільних партнерств між 106 834 особами, що означає, що за оцінками лейбористського уряду 2004 року від 11 000 до 22 000 людей, які вступили в партнерства до 2010 року, було менше п’ятої від фактичної кількості. 25,5% цивільних партнерств у Великій Британії було надано лише в Лондоні, за яким йдуть Брайтон і Хоув, і за статистикою середній вік цивільного партнерства становив 40 років для чоловіків і 38 для жінок у 2011 році.
До 2009 року в британських консульствах було зареєстровано 487 пар у 20 країнах. З тих пір шість із цих країн ухвалили закони про одностатеві шлюби, цивільне партнерство чи щось подібне. Британські посольства ще в дев’яти країнах мають ліцензію на здійснення британського цивільного партнерства, але ще не зробили свого першого.
У 2020 році в Англії й Уельсі було зареєстровано 7566 цивільних партнерств різностатевих пар, з яких 7208 були зареєстровані в Англії та 358 – в Уельсі. Це перший рік, коли була зібрана статистика цивільного партнерства між різностатевими парами. Для порівняння, у 2020 році між одностатевими парами в Англії та Уельсі було створено 785 цивільних партнерств, з яких 745 були зареєстровані в Англії, а 40 – в Уельсі; У 2020 році було зафіксовано найменшу кількість одностатевих цивільних партнерств з 2005 року.

## У залежних територіях Корони та британських заморських територіях
Більшість заморських територій не заявили про плани щодо запровадження цивільних партнерств. У залежності від британської корони Джерсі доступні цивільні партнерства, але лише для одностатевих пар; 3 березня 2022 року Асамблея штатів прийняла закон, який дозволяє цивільне партнерство між різностатевими парами, і після схвалення Таємною радою він набуде чинности до кінця 2022 року. Починаючи з 2016 року, для одностатевих і протилежних пар на Фолклендських островах, Мен і Гібралтарі доступні цивільні шлюби та цивільні партнерства.
Цивільні товариства є законними на Кайманових островах після набрання чинності Закону про цивільні партнерства 4 вересня 2020 року.

## Цивільне партнерство для різностатевих пар
Після встановлення цивільного партнерства кілька осіб і груп виступили за розширення на різностатеві пари. Було організовано агітаційну групу під назвою «Рівні цивільні партнерства»,  зокрема закликати уряд поширити цивільне партнерство на всі пари. Лондонська пара, Ребекка Стайнфельд і Чарльз Кейдан, подали позов про визнання їхніх стосунків цивільним партнерством, але не мали успіху у Високому суді 29 січня 2016 року і знову в Апеляційному суді 21 лютого 2017 року. Законопроєкт про цивільне партнерство 2004 року (з поправками) 2016–2017 років, законопроєкт приватного члена, був поданий Тімом Лоутоном 21 липня 2016 року для внесення змін до Закону про цивільне партнерство 2004 року та поширення цивільного партнерства на пари протилежної статі, але після другого читання дебати зайняли 13 січня 2017 року подальші дебати були відкладені і зрештою скасовані через призначення загальних виборів у червні 2017 року.
До липня 2016 року острів Мен був єдиною частиною Британських островів, де одностатеві та різностатеві пари могли вибирати між цивільним партнерством і шлюбом. Острів зробив це можливим одночасно з легалізацією одностатевих шлюбів на території.
У червні 2018 року Верховний суд постановив у справі Штайнфельда-Кейдана, що обмеження цивільного партнерства одностатевими парами є дискримінаційним, і зобов’язав уряд змінити закон, хоча не встановив часові рамки для цього. У відповідь прем'єр-міністр у жовтні 2018 року оголосив, що цивільні партнерства будуть відкриті для гетеросексуальних пар.
19 липня 2017 року Тім представив законопроєкт про цивільне партнерство, шлюби та смерть (реєстрація тощо), який зобов’язує Державного секретаря видавати постанови про внесення змін до Закону про цивільне партнерство, щоб пари протилежної статі могли вступати в цивільне партнерство. Loughton як законопроєкт приватного члена через голосування приватних членів. Законопроєкт отримав королівську згоду 26 березня 2019 року і того ж дня набув чинності. Розділ 2 Закону вимагав від Державного секретаря внести зміни до Закону про цивільне партнерство 2004 року до 31 грудня 2019 року, щоб особи протилежної статі могли вступати в цивільне партнерство. Правила набули чинності 2 грудня 2019 року, коли пари протилежної статі могли зареєструвати свій намір створити цивільне партнерство. Це розширення цивільного партнерства на пари протилежної статі застосовувалося лише в Англії й Уельсі, а не в Шотландії чи Північній Ірландії.
Стайнфельд і Кейдан стали першими різностатевими цивільними партнерами у Сполученому Королівстві 31 грудня 2019 року на церемонії в реєстраційному відділі Кенсінгтона та Челсі. 167 різностатевих пар уклали цивільне партнерство в один день в Англії й Уельсі.

### Північна Ірландія та Шотландія
Цивільне партнерство стало доступним для різностатевих пар у Північній Ірландії 13 січня 2020 року. Ця зміна відбулася в той же час, коли уряд Сполученого Королівства видав постанови, що поширюють одностатеві шлюби на Північну Ірландію. 30 вересня 2019 року уряд Шотландії вніс до Парламент Шотландії законодавство, яке дозволяє цивільне партнерство для різностатевих пар, і 23 червня 2020 року цей законопроєкт був прийнятий парламентом 64 голосами проти 0. Він отримав королівську згоду 28 липня 2020 року та набрав чинності з 1 червня 2021 року.